# Genki Koga
Genki Koga –en japonés, 古賀玄暉, Koga Genki– (19 de diciembre de 1998) es un deportista japonés que compite en judo. Ganó una medalla de oro en el Campeonato Asiático de Judo de 2019, en la categoría de –60 kg.

## Palmarés internacional
| Campeonato Asiático | Campeonato Asiático | Campeonato Asiático | Campeonato Asiático |
| Año                 | Lugar               | Medalla             | Categoría           |
| ------------------- | ------------------- | ------------------- | ------------------- |
| 2019                | Fujairah (EAU)      | Medalla de oro      | –60 kg              |